# Tweede Kamerverkiezingen 1981/Kandidatenlijst/PPR
Dit is de kandidatenlijst voor de Tweede Kamerverkiezingen 1981 van de Politieke Partij Radikalen (PPR). De partij had een lijstverbinding met de PvdA.

## De lijst
- vet: verkozen
- schuin: voorkeurdrempel overschreden

1. Ria Beckers-de Bruijn - 154.830 stemmen
2. Henk Waltmans - 2.526
3. Peter Lankhorst - 2.009
4. Jaap Röell - 370
5. Jack Verduyn Lunel - 790
6. Wouter van Dam - 539
7. Gerritjan van Oven - 190
8. Stéphanie Brokerhof - 1.394
9. Wim de Boer - 302
10. Emmy van Noord-Verheul - 897
11. Dolf Coppes - 430
12. Ad Melkert - 83
13. Kees Waagmeester - 99
14. Berend Kingma - 90
15. Herman Verbeek - 412
16. Cint Kortmann - 76
17. Paul van der Hijden - 378

18 t/m 28/29. regionale kandidaten
29/30. Bas de Gaaij Fortman - 2.616

## Regionale kandidaten
Elf tot twaalf plaatsen op de lijst waren per stel kieskringen verschillend ingevuld.

### 's-Hertogenbosch, Tilburg, Utrecht, Maastricht
1. Albert Boon - 167
2. Ella Keuchenius-de Langen - 51
3. Gerard Peters - 191
4. Denis Hendrickx - 136
5. Corrie van der Linden-Plaisier - 55
6. Harrie Korsten - 155
7. Louis de Vos - 48
8. Frans Vocking - 64
9. Pierre Meeuwen - 28
10. Jacques Tonnaer - 249
11. Leo Jansen - 96[1]
12. Boy Trip - 27[1]

### Arnhem, Nijmegen, Leeuwarden, Zwolle, Groningen, Assen
1. Jan Dirx - 111
2. Jeltje Meulenbroek - 115
3. Louis van Hoorn - 43
4. Ruth Post-Hooykaas - 49
5. Klaas-Wybo van der Hoek - 27
6. Roel Vogelzang - 24
7. Rouke Broersma - 32
8. Willem Dijkstra - 22
9. Klaas Anton Mulder - 18
10. Henk Hornstra - 32
11. Boy Trip - 30[1]
12. Leo Jansen - 217[1]

### Rotterdam, 's-Gravenhage, Leiden, Dordrecht, Middelburg
1. Age Kamermans - 49
2. Ton Wolf - 88
3. Frits Mol - 16
4. Wim Tigges - 45
5. Govert van Oord - 26
6. Wieger van der Heide - 33
7. Laurens Beijen - 85
8. Tiny Boekhout - 53
9. Johan de Koster - 10
10. Bep van Houwelingen-den Houting - 98
11. Leo Jansen - 111[1]
12. Boy Trip - 25[1]

### Amsterdam, Den Helder, Haarlem
1. Gerard Jongerius - 17
2. Louis Vuurboom - 34
3. Leo Mesman - 69
4. Egbert Boeker - 19
5. Romke Hekstra - 30
6. Erik Jurgens - 34
7. Erik Akkermans - 13
8. Michel van Winkel - 26
9. Bert Willemsen - 15
10. Judo Bakker - 34
11. Leo Jansen - 68[1]
12. Boy Trip - 26[1]

PvdA · CDA · VVD · D'66 · SGP · PPR · CPN · GPV · PSP · Rechtse Volkspartij · DS'70 · RKPN · Partij van Rijksgenoten · Kleine Partij · God Met Ons · Nederlandse Evolutie Partij · Leefbaar Nederland · SP · De Vrede Partij · RPF · Realisten '81 · IKB · NVU · Centrumpartij · Partij tot Likwidatie van Nederland · Wereld Welzijns Bewustwording · EVP · SOS
1971 · 1972 · 1977 · 1981 · 1982 · 1986 · 1989